# Ljudmyla Kičenok
Ljudmyla Viktorivna Kičenok, accreditata come Lyudmyla Kichenok dalla WTA (in ucraino Людмила Вікторівна Кіченок?; Dnipropetrovs'k, 20 luglio 1992), è una tennista ucraina.

## Carriera
Nel circuito ITF ha vinto ventisei titoli di cui sei in singolare e ventidue in doppio.
Nei circuito WTA, ha vinto 8 titoli in doppio, di cui 4 insieme alla sorella gemella Nadežda Kičenok: in questa specialità ha raggiunto il suo best ranking al numero 9, il 12 settembre 2022, anno in cui si è qualificata per la prima volta alle WTA Finals in coppia con Jeļena Ostapenko. Sempre in coppia con la Ostapenko, ha raggiunto le semifinali agli Open di Francia 2022 e al Torneo di Wimbledon 2022, oltre che i quarti di finale agli US Open 2019.
Il 13 luglio 2023, ha vinto il suo primo Grande Slam al Torneo di Wimbledon 2023 - Doppio misto in coppia con il croato Mate Pavić, sconfiggendo in finale Xu Yifan e Joran Vliegen con il punteggio di 6-4, 6(9)-7, 6-3.
Nel 2024, con Jeļena Ostapenko raggiunge la sua prima finale slam all'Australian Open: le due si arrendono alle n°2 del seeding Hsieh/Mertens, con il punteggio di 1-6, 5-7.
A settembre, vince il primo Slam della carriera nel doppio femminile agli US Open in coppia con Jeļena Ostapenko, sconfiggendo in finale la coppia formata da Kristina Mladenovic e Zhang Shuai con il punteggio di 6-4, 6-3.

## Statistiche WTA

### Doppio

#### Vittorie (11)
| Legenda               | Legenda      |
| --------------------- | ------------ |
| Grande Slam (1)       |              |
| Ori Olimpici (0)      |              |
| WTA Finals (0)        |              |
| WTA Elite Trophy (2)  |              |
| Dal 2009 al 2020      | Dal 2021     |
| Premier Mandatory (0) | WTA 1000 (1) |
| Premier 5 (0)         | WTA 1000 (1) |
| Premier (0)           | WTA 500 (2)  |
| International (2)     | WTA 250 (3)  |

| N.  | Data             | Torneo                               | Superficie  | Compagna         | Avversarie in finale                     | Punteggio           |
| 1.  | 10 gennaio 2015  | Shenzhen Open, Shenzhen              | Cemento     | Nadiia Kičenok   | Liang Chen Wang Yafan                    | 6-4, 7-6(6)         |
| 2.  | 4 agosto 2016    | Brasil Tennis Cup, Florianópolis     | Cemento     | Nadiia Kičenok   | Tímea Babos Réka Luca Jani               | 6-3, 6-1            |
| 3.  | 4 novembre 2018  | WTA Elite Trophy, Zhuhai             | Cemento (i) | Nadiia Kičenok   | Shūko Aoyama Lidzija Marozava            | 6-4, 3-6, [10-7]    |
| 4.  | 27 ottobre 2019  | WTA Elite Trophy, Zhuhai (2)         | Cemento (i) | Andreja Klepač   | Duan Yingying Yang Zhaoxuan              | 6-3, 6-3            |
| 5.  | 13 giugno 2021   | Nottingham Open, Nottingham          | Erba        | Makoto Ninomiya  | Caroline Dolehide Storm Sanders          | 6-4, 6(3)-7, [10-8] |
| 6.  | 19 giugno 2022   | Birmingham Classic, Birmingham       | Erba        | Jeļena Ostapenko | Elise Mertens Zhang Shuai                | w/o                 |
| 7.  | 20 agosto 2022   | Cincinnati Open, Cincinnati          | Cemento     | Jeļena Ostapenko | Nicole Melichar-Martinez Ellen Perez     | 7-6(5), 6-3         |
| 8.  | 2 ottobre 2022   | Tallinn Open, Tallinn                | Cemento (i) | Nadiia Kičenok   | Nicole Melichar-Martinez Laura Siegemund | 7-5, 4-6, [10-7]    |
| 9.  | 6 gennaio 2024   | Brisbane International, Brisbane     | Cemento     | Jeļena Ostapenko | Greet Minnen Heather Watson              | 7–5, 6–2            |
| 10. | 29 giugno 2024   | Eastbourne International, Eastbourne | Erba        | Jeļena Ostapenko | Gabriela Dabrowski Erin Routliffe        | 5-7, 7-6(2), [10-8] |
| 11. | 6 settembre 2024 | US Open, New York                    | Cemento     | Jeļena Ostapenko | Kristina Mladenovic Zhang Shuai          | 6-4, 6-3            |

#### Sconfitte (13)
| Legenda               | Legenda      |
| --------------------- | ------------ |
| Grande Slam (1)       |              |
| Argenti Olimpici (0)  |              |
| WTA Finals (0)        |              |
| WTA Elite Trophy (0)  |              |
| Dal 2009 al 2020      | Dal 2021     |
| Premier Mandatory (0) | WTA 1000 (0) |
| Premier 5 (0)         | WTA 1000 (0) |
| Premier (1)           | WTA 500 (6)  |
| International (3)     | WTA 250 (2)  |

| N.  | Data              | Torneo                               | Superficie  | Compagna         | Avversarie in finale                | Punteggio           |
| 1.  | 18 settembre 2011 | Tashkent Open, Tashkent              | Cemento     | Nadiia Kičenok   | Eléni Daniilídou Vitalija D'jačenko | 4-6, 3-6            |
| 2.  | 4 gennaio 2014    | Shenzhen Open, Shenzhen              | Cemento     | Nadiia Kičenok   | Monica Niculescu Klára Zakopalová   | 3-6, 4-6            |
| 3.  | 13 gennaio 2018   | Hobart International, Hobart         | Cemento     | Makoto Ninomiya  | Elise Mertens Demi Schuurs          | 2-6, 2-6            |
| 4.  | 5 agosto 2018     | Silicon Valley Classic, San Jose     | Cemento     | Nadiia Kičenok   | Latisha Chan Květa Peschke          | 4-6, 1-6            |
| 5.  | 28 agosto 2021    | Chicago Women's Open, Chicago        | Cemento     | Makoto Ninomiya  | Nadežda Kičenok Raluca Olaru        | 6(8)-7, 7-5, [8-10] |
| 6.  | 23 ottobre 2021   | Tenerife Ladies Open, Tenerife       | Cemento     | Marta Kostjuk    | Ulrikke Eikeri Ellen Perez          | 3-6, 3-6            |
| 7.  | 19 febbraio 2022  | Dubai Tennis Championships, Dubai    | Cemento     | Jeļena Ostapenko | Veronika Kudermetova Elise Mertens  | 1-6, 3-6            |
| 8.  | 25 giugno 2022    | Eastbourne International, Eastbourne | Erba        | Jeļena Ostapenko | Aleksandra Krunić Magda Linette     | w/o                 |
| 9.  | 17 febbraio 2023  | Qatar Ladies Open, Doha              | Cemento     | Jeļena Ostapenko | Coco Gauff Jessica Pegula           | 4-6, 6-2, [7-10]    |
| 10. | 28 gennaio 2024   | Australian Open, Melbourne           | Cemento     | Jeļena Ostapenko | Hsieh Su-wei Elise Mertens          | 1-6, 5-7            |
| 11. | 7 aprile 2024     | Charleston Open, Charleston          | Terra verde | Nadiia Kičenok   | Ashlyn Krueger Sloane Stephens      | 6-1, 3-6, [7-10]    |
| 12. | 2 febbraio 2025   | Austria Ladies Linz, Linz            | Cemento (i) | Nadiia Kičenok   | Tímea Babos Luisa Stefani           | 6-3, 5-7, [4-10]    |
| 13. | 28 giugno 2025    | Bad Homburg Open, Bad Homburg        | Erba        | Ellen Perez      | Guo Hanyu Aleksandra Panova         | 6-4, 6(4)-7, [5-10] |

### Doppio misto

#### Vittorie (1)
| Legenda                 |
| ----------------------- |
| Australian Open (0)     |
| Open di Francia (0)     |
| Torneo di Wimbledon (1) |
| US Open (0)             |
| Ori Olimpici (0)        |

| N. | Anno           | Torneo                      | Superficie | Compagno   | Avversari in finale    | Punteggio        |
| 1. | 13 luglio 2023 | Torneo di Wimbledon, Londra | Erba       | Mate Pavić | Xu Yifan Joran Vliegen | 6-4, 6(9)-7, 6-3 |

## Statistiche ITF

### Singolare

#### Vittorie (6)
| Torneo $100.000 (0) |
| Torneo $80.000 (0)  |
| Torneo $75.000 (0)  |
| Torneo $60.000 (0)  |
| Torneo $50.000 (1)  |
| Torneo $25.000 (3)  |
| Torneo $15.000 (0)  |
| Torneo $10.000 (2)  |

| N. | Data             | Torneo                                                           | Superficie    | Avversaria in finale | Score            |
| 1. | 18 ottobre 2009  | Sport & Court Kharkiv Ladies Cup Sapronov Tennis Series, Charkiv | Sintetico (i) | Nadežda Kičenok      | 6(2)-7, 6-3, 6-2 |
| 2. | 1º novembre 2009 | Stockholm Ladies, Stoccolma                                      | Cemento (i)   | Marta Sirotkina      | 6-3, 6-3         |
| 3. | 23 maggio 2010   | Sapronov-tennis Kharkiv Ladies Cup, Charkiv                      | Terra rossa   | Elina Svitolina      | 6-2, 4-6, 6-1    |
| 4. | 27 marzo 2011    | Spring Cup, Mosca                                                | Cemento (i)   | Dar'ja Gavrilova     | 6-2, 6-0         |
| 5. | 27 maggio 2012   | Astana Womens, Astana                                            | Cemento       | Lisa Whybourn        | 4-6, 6-4, 6-2    |
| 6. | 18 agosto 2013   | Kazan Kremlin Cup, Kazan'                                        | Cemento       | Valentina Ivachnenko | 6-2, 2-6, 6-2    |

#### Sconfitte (6)
| Torneo $100.000 (0) |
| Torneo $80.000 (0)  |
| Torneo $75.000 (0)  |
| Torneo $60.000 (0)  |
| Torneo $50.000 (2)  |
| Torneo $25.000 (4)  |
| Torneo $15.000 (0)  |
| Torneo $10.000 (0)  |

| N. | Data             | Torneo                         | Superficie    | Avversaria in finale | Score            |
| 1. | 15 novembre 2009 | MTB Bank, Minsk                | Cemento (i)   | Anna Lapuščenkova    | 7–5, 6(3)–7, 2–6 |
| 2. | 4 aprile 2010    | Yugra Open, Chanty-Mansijsk    | Sintetico (i) | Anna Lapuščenkova    | 2–6, 2–6         |
| 3. | 25 marzo 2012    | Spring Cup, Mosca              | Sintetico (i) | Margarita Gasparjan  | 0-6, rit.        |
| 4. | 17 giugno 2012   | Bukhara Womens, Bukhara        | Cemento       | Zarina Dijas         | 0-6, 0-6         |
| 5. | 11 novembre 2012 | Pavlov Cup, Minsk              | Cemento (i)   | Aljaksandra Sasnovič | 0-6, 6(4)-7      |
| 6. | 15 luglio 2013   | Internazionali di Imola, Imola | Sintetico     | Victoria Kan         | 6–3, 5–7, 2–6    |

### Doppio

#### Vittorie (28)
| Torneo $100.000 (1) |
| Torneo $80.000 (0)  |
| Torneo $75.000 (0)  |
| Torneo $60.000 (1)  |
| Torneo $50.000 (8)  |
| Torneo $25.000 (16) |
| Torneo $15.000 (0)  |
| Torneo $10.000 (2)  |

| N.  | Data              | Torneo                                                           | Superficie    | Compagna            | Avversarie in finale                       | Punteggio        |
| 1.  | 13 settembre 2009 | TEAN International, Alphen aan den Rijn                          | Terra rossa   | Nadežda Kičenok     | Chayenne Ewijk Marlot Meddens              | 6-2, 4-6, [10-8] |
| 2.  | 18 ottobre 2009   | Sport & Court Kharkiv Ladies Cup Sapronov Tennis Series, Charkiv | Sintetico (i) | Nadežda Kičenok     | Veronika Kapšay Irina Kuzmina              | 2-6, 6-2, [10-3] |
| 3.  | 1º novembre 2009  | Stockholm Ladies, Stoccolma                                      | Cemento (i)   | Nadežda Kičenok     | Aleksandra Artamonova Lidzija Marozava     | 6-3, 6-1         |
| 4.  | 15 novembre 2009  | MTB Bank, Minsk                                                  | Cemento (i)   | Nadežda Kičenok     | Vesna Manasieva Evgenija Rodina            | 6-3, 7-6         |
| 5.  | 9 maggio 2010     | Sapronov-tennis Kharkiv Ladies Cup, Charkiv                      | Cemento       | Nadežda Kičenok     | Kateryna Kozlova Elina Svitolina           | 6-4, 6-2         |
| 6.  | 10 ottobre 2010   | Open GDF SUEZ Région Limousin, Limoges                           | Cemento (i)   | Nadežda Kičenok     | Claire Feuerstein Caroline Garcia          | 6-7, 6-4, [10–8] |
| 7.  | 27 marzo 2012     | Spring Cup, Mosca                                                | Cemento (i)   | Nadežda Kičenok     | Aleksandra Panova Ol'ga Panova             | 6-3, 6-3         |
| 8.  | 1º maggio 2012    | Pavlov Cup, Minsk                                                | Cemento (i)   | Nadežda Kičenok     | Teodora Mirčić Nicole Rottmann             | 6-1, 6-2         |
| 9.  | 16 ottobre 2012   | Open GDF SUEZ de Touraine, Joué-lès-Tours                        | Cemento (i)   | Nadežda Kičenok     | Eirini Gergatou Irena Pavlović             | 6-2, 6-0         |
| 10. | 6 novembre 2012   | Republican Girls, Istanbul                                       | Cemento (i)   | Nadežda Kičenok     | Mervana Jugić-Salkić Ana Vrljić            | 4-6, 6-1, [10–7] |
| 11. | 20 maggio 2012    | ITF Women's Circuit Fergana, Fergana                             | Cemento       | Nadežda Kičenok     | Al'bina Khabibulina Anastasіja Vasyl'jeva  | 6-4, 6-1         |
| 12. | 17 giugno 2012    | Bukhara Womens, Bukhara                                          | Cemento       | Nadežda Kičenok     | Valentina Ivachnenko Kateryna Kozlova      | 7-5, 7-5         |
| 13. | 22 luglio 2012    | Viccourt Cup, Donec'k                                            | Cemento       | Nadežda Kičenok     | Valentina Ivachnenko Kateryna Kozlova      | 6-2, 7-5         |
| 14. | 4 novembre 2012   | Netanya Open, Netanya                                            | Cemento       | Nadežda Kičenok     | Zuzana Luknarová Anna Karolína Schmiedlová | 6-1, 6-4         |
| 15. | 18 novembre 2012  | OrtoLääkärit Open, Helsinki                                      | Sintetico (i) | Nadežda Kičenok     | Iryna Burjačok Valerija Solov'ëva          | 6-3, 6-3         |
| 16. | 14 luglio 2013    | ITF Women's Circuit Istanbul, Istanbul                           | Cemento       | Oksana Kalašnikova  | Alʹona Fomina Anja Prislan                 | 6-2, 4-6, [10-7] |
| 17. | 21 luglio 2013    | Internazionali di Imola, Imola                                   | Sintetico     | Jeļena Ostapenko    | Katharina Lehnert Alice Matteucci          | 6-4, 3-6, [10-3] |
| 18. | 28 luglio 2013    | President's Cup, Astana                                          | Cemento       | Nadežda Kičenok     | Nina Bratčikova Valerija Solov'ëva         | 6-4, 6-1         |
| 19. | 29 settembre 2013 | Fergana Challenger, Fergana                                      | Cemento       | Polina Pechova      | Michaela Hončová Veronika Kapšay           | 6-4, 6-2         |
| 20. | 10 novembre 2013  | Astana Womens, Astana                                            | Cemento       | Nadežda Kičenok     | Aleksandra Artamonova Evgenija Paškova     | 6-1, 6-1         |
| 21. | 8 marzo 2014      | Circuito Feminino Future de Tênis, Campinas                      | Terra rossa   | Aleksandra Panova   | Laura Thorpe Stephanie Vogt                | 6-1, 6-3         |
| 22. | 29 marzo 2014     | Open GDF Suez Seine-et-Marne, Croissy-Beaubourg                  | Cemento (i)   | Margarita Gasparjan | Kristina Barrois Eléni Daniilídou          | 6-2, 6-4         |
| 23. | 1º novembre 2014  | Open GDF SUEZ Nantes Atlantique, Nantes                          | Cemento (i)   | Nadežda Kičenok     | Stéphanie Foretz Amandine Hesse            | 6-2, 6-3         |
| 24. | 21 febbraio 2015  | ITF Women's Circuit Thurgau, Kreuzlingen                         | Sintetico (i) | Nadežda Kičenok     | Stéphanie Foretz Irina Ramialison          | 6-3, 6-3         |
| 25. | 26 aprile 2015    | Lale Cup, Istanbul                                               | Cemento       | Nadežda Kičenok     | Valentina Ivachnenko Polina Monova         | 6-4, 6-3         |
| 26. | 14 giugno 2015    | Surbiton Trophy, Surbiton                                        | Erba          | Xenia Knoll         | Tara Moore Nicola Slater                   | 7–6(6), 6–3      |
| 27. | 20 marzo 2016     | Women's ITF Irapuato Club de Golf Santa Margarita, Irapuato      | Cemento       | Nadežda Kičenok     | Akiko Ōmae Prarthana Thombare              | 6-1, 6-4         |
| 28. | 19 marzo 2017     | Pingshan Open, Shenzhen                                          | Cemento       | Nadežda Kičenok     | Eri Hozumi Valerija Savinych               | 6-4, 6-4         |

#### Sconfitte (23)
| Torneo $100.000 (2) |
| Torneo $80.000 (0)  |
| Torneo $75.000 (2)  |
| Torneo $60.000 (1)  |
| Torneo $50.000 (3)  |
| Torneo $25.000 (12) |
| Torneo $15.000 (0)  |
| Torneo $10.000 (3)  |

| N.  | Data              | Torneo                                                                                   | Superficie    | Compagna          | Avversarie in finale                      | Punteggio           |
| 1.  | 30 settembre 2006 | Royal Cup, Podgorica                                                                     | Terra rossa   | Nadežda Kičenok   | Josipa Bek Karolina Jovanović             | 4–6, 7–5, 2–6       |
| 2.  | 25 maggio 2007    | ITF Women's Circuit Cherkassy, Čerkasy                                                   | Terra rossa   | Nadežda Kičenok   | Katerina Avdijenko Anna Zaporožanova      | 6(3)–7, 2–6         |
| 3.  | 2 agosto 2008     | Megaron Ladies Open, Dnipro                                                              | Terra rossa   | Nadežda Kičenok   | Vasilisa Davjdova Marija Kondrat'eva      | 3–6, 1–6            |
| 4.  | 31 agosto 2008    | Trofeul Distrigaz Sud, Bucarest                                                          | Terra rossa   | Nadežda Kičenok   | Laura Ioana Andrei Irina-Camelia Begu     | 2-6, 6-3, [6-10]    |
| 5.  | 29 marzo 2009     | Moscow Open, Mosca                                                                       | Cemento (i)   | Nadežda Kičenok   | Vitalija D'jačenko Kacjaryna Dzehalevič   | 1-6, 1-6            |
| 6.  | 23 maggio 2009    | Sapronov-tennis Kharkiv Ladies Cup, Charkiv                                              | Terra rossa   | Nadežda Kičenok   | Ksenija Milevskaja Lesja Curenko          | 4-6, 4-6            |
| 7.  | 21 novembre 2009  | Hart Open, Opole                                                                         | Sintetico (i) | Nadežda Kičenok   | Ana Jovanović Justine Ozga                | 4–6, 4–6            |
| 8.  | 6 febbraio 2010   | Women's Childhelp Desert Classic, Rancho Mirage                                          | Cemento       | Nadežda Kičenok   | Monique Adamczak Abigail Spears           | 3–6, 4–6            |
| 9.  | 27 marzo 2010     | Spring Cup, Mosca                                                                        | Sintetico (i) | Nadežda Kičenok   | Nina Bratčikova Irena Pavlović            | 7–6(4), 2-6, [3-10] |
| 10. | 3 aprile 2010     | Yugra Open, Chanty-Mansijsk                                                              | Sintetico (i) | Nadežda Kičenok   | Aleksandra Panova Ksenija Pervak          | 6(7)–7, 6–2, [7–10] |
| 11. | 21 maggio 2010    | Sapronov-tennis Kharkiv Ladies Cup, Charkiv                                              | Terra rossa   | Nadežda Kičenok   | Katerina Avdijenko Ksenija Milevskaja     | 4–6, 2–6            |
| 12. | 19 giugno 2010    | Open GDF SUEZ Montpellier, Montpellier                                                   | Terra rossa   | Amandine Hesse    | Lu Jingjing Laura Siegemund               | 4-6, 2-6            |
| 13. | 27 giugno 2010    | Open GDF SUEZ du Périgord, Périgueux                                                     | Terra rossa   | Nadežda Kičenok   | Elise Tamaëla Scarlett Werner             | 2–6, 1–6            |
| 14. | 5 giugno 2011     | Zubr Cup, Přerov                                                                         | Terra rossa   | Nadežda Kičenok   | Kateřina Kramperová Karolína Plíšková     | 3-6, 4-6            |
| 15. | 21 gennaio 2012   | Internationaler Württembergische Hallenmeisterschaften um den Südwestbank-Cup, Stoccarda | Cemento (i)   | Nadežda Kičenok   | Paula Kania Ksenija Lykina                | 3–6, 4–6            |
| 16. | 29 luglio 2012    | President's Cup, Astana                                                                  | Cemento       | Nadežda Kičenok   | Oksana Kalašnikova Marta Sirotkina        | 6-3, 4-6, [2-10]    |
| 17. | 13 agosto 2012    | Tatarstan Open, Kazan'                                                                   | Terra rossa   | Nadežda Kičenok   | Valentina Ivachnenko Kateryna Kozlova     | 4-6, 7-6(6), [4-10] |
| 18. | 11 novembre 2012  | Pavlov Cup, Minsk                                                                        | Cemento (i)   | Nadežda Kičenok   | Kacjaryna Dzehalevič Aljaksandra Sasnovič | 6-1, 2-6, [3-10]    |
| 19. | 31 marzo 2013     | SEB Tallink Open, Tallinn                                                                | Cemento (i)   | Nadežda Kičenok   | Anett Kontaveit Jeļena Ostapenko          | 6-2, 5-7, [0-10]    |
| 20. | 15 novembre 2013  | Al Habtoor Tennis Challenge, Dubai                                                       | Cemento       | Nadežda Kičenok   | Vitalija D'jačenko Ol'ha Savčuk           | 5-7, 1-6            |
| 21. | 15 novembre 2014  | Al Habtoor Tennis Challenge, Dubai                                                       | Cemento       | Ol'ha Savčuk      | Vitalija D'jačenko Aleksandra Panova      | 6-3, 2-6, [4-10]    |
| 22. | 11 marzo 2017     | Zhuhai Open, Zhuhai                                                                      | Cemento       | Nadežda Kičenok   | Lesley Kerkhove Lidzija Marozava          | 4-6, 2-6            |
| 23. | 30 giugno 2017    | Southsea Trophy, Southsea                                                                | Erba          | Viktorija Golubic | Shūko Aoyama Yang Zhaoxuan                | 7-6(7), 3-6, [8-10] |

## Vittorie contro giocatrici top 10
| Stagione | 2015 | Totale |
| -------- | ---- | ------ |
| Vittorie | 1    | 1      |

| #    | Giocatrice      | Ranking | Evento                | Superficie | Turno | Punteggio | Rank. LKR |
| ---- | --------------- | ------- | --------------------- | ---------- | ----- | --------- | --------- |
| 2015 |                 |         |                       |            |       |           |           |
| 1.   | Flavia Pennetta | 8       | Tianjin Open, Tianjin | Cemento    | 1T    | 6-3, 7-5  | 414       |